# Branná
Branná település Csehországban, Šumperki járásban. Branná Jindřichov, Ostružná, Šléglov, Vikantice és Staré Město településekkel határos. Lakosainak száma 284 fő (2025. január 1.).

## Népesség
A település lakosságának változását az alábbi diagram mutatja:
| Lakosok száma | 1274 | 1375 | 1246 | 525  | 399  | 285  | 282  | 278  | 269  | 284  |
|               | 1869 | 1900 | 1921 | 1961 | 1991 | 2011 | 2017 | 2020 | 2022 | 2025 |